# Clärenore Stinnes

Clärenore Stinnes (1930), Ausschnitt aus einer Fotografie von Robert Sennecke.

Clärenore Stinnes (auch Clairenore; Taufnamen Clara Eleonore, verheiratete Stinnes-Söderström; * 21. Januar 1901 in Mülheim an der Ruhr; † 7. September 1990 in Katrineholm, Schweden) war eine erfolgreiche deutsche Rennfahrerin. Sie umrundete als erster Mensch in einem serienmäßigen Personenwagen die Erde. In den Jahren 1927 bis 1929 wurde sie dabei begleitet von Carl-Axel Söderström, einem damals bereits ausgewiesenen Kameramann und Fotografen, der auch zeitweise Fahrer eines Begleitfahrzeugs war. Für viele Teilstrecken gab es noch gar keine für Automobile geeigneten Straßen. Später arbeitete sie in Südschweden in der Landwirtschaft. 

## Leben

Clärenore Stinnes auf einem Tanzball der Berliner Secession 1926. Fotografie: Zander & Labisch

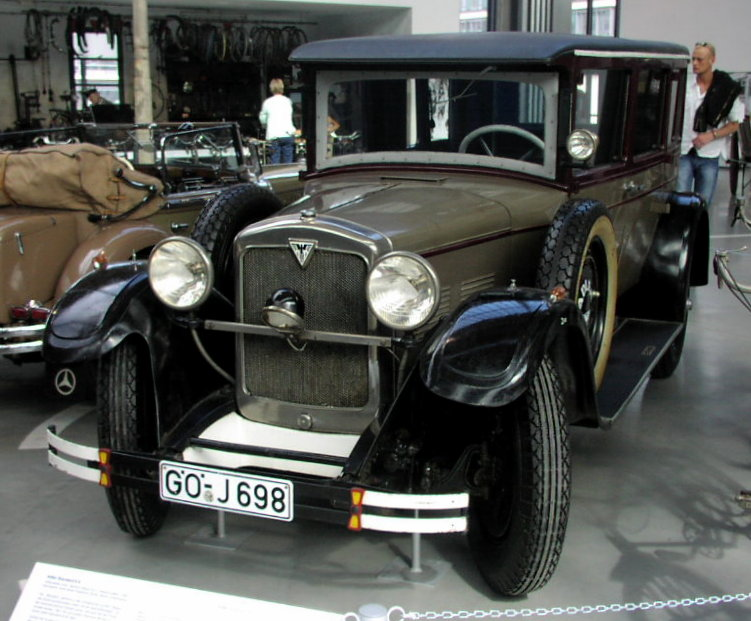
Stinnes umrundete die Erde in einem Adler Standard 6

Clärenore Stinnes zusammen mit Carl-Axel Söderström (1930), Ausschnitt aus einer Fotografie von Robert Sennecke

Clärenore Stinnes wurde am 21. Januar 1901 als drittes von sieben Kindern des Großindustriellen Hugo Stinnes und seiner Frau Cläre geboren. Sie wurde nach ihrer Schulbildung von ihrem Vater bis zu seinem Tod als Vertraute und Sekretärin herangezogen. Nach seinem Tod 1924 bestand ihre Mutter zu Gunsten der Söhne auf ihrer Trennung vom Konzern.
Mit 24 Jahren nahm sie zum ersten Mal an einem Autorennen teil. Bis 1927 konnte sie 17 Rennsiege fast ausschließlich gegen Männer feiern und war damit die erfolgreichste Rennfahrerin Europas.
Mit zwei Technikern und dem verheirateten Fotografen Carl-Axel Söderström, den sie erst zwei Tage vor der Abfahrt kennengelernt hatte, sowie einem Adler-Halbtonner-Lastwagen mit Benzin und Ersatzteilen brach sie am 25. Mai 1927 im Alter von 26 Jahren in einem serienmäßigen Adler Standard 6 zu einer Weltreise auf. Das Fahrzeugmodell war in dem Jahr erstmals serienreif hergestellt worden. Clärenore Stinnes, die mit ihrer Fahrt auch für deutsche Produkte im Ausland warb, finanzierte die Expedition über Sponsoren wie Bosch und Aral und wurde vom Außenministerium und deutschen Auslandsvertretungen unterstützt.
Zu ihrem „persönlichen Schutz“ wurde sie darüber hinaus von zwei Drahthaar-Terriern Billy und Lilly begleitet. In ihr Reisebuch hatte sich als Erster Reichspräsident Paul von Hindenburg eingetragen.
Über den Balkan und Moskau, wo erst einer und einige Etappen später der zweite Techniker aufgaben, ging die Fahrt durch Sibirien und die Wüste Gobi nach Peking. Die Etappenziele wurden durchgehend filmisch dokumentiert. Mit dem Schiff setzten sie nach Japan über und weiter über Hawaii nach Nordamerika. Sie durchquerten danach Mittelamerika und Südamerika via Buenos Aires und weiter über die Anden bis nach Valparaíso (Chile) und mit dem Schiff wieder zurück nach Vancouver. Quer durch die USA führte die Reise über Washington, D.C., wo sie von Präsident Herbert Hoover empfangen wurden, nach New York. Die Überfahrt nach Europa erfolgte mit dem Schiff. Die beiden legten in Le Havre an und fuhren von dort weiter bis zum Empfang auf der AVUS in Berlin. Nach 46.063 gefahrenen Kilometern (laut dem 2008/2009 gedrehten Dokudrama sogar 46.758 km) erreichten sie am 24. Juni 1929 wieder die deutsche Hauptstadt. Die Weltumrundung dauerte zwei Jahre und einen Monat. Afrika und Australien wurden von der Route nicht berührt. Zu Ehren Söderströms beschloss Clärenore Stinnes, nach Stockholm weiterzufahren, womit sie 49.244 Kilometer erreichten und erneut gefeiert wurden. 
Nach ihrer Rückkehr und der Scheidung Söderströms von seiner ersten Frau heirateten Stinnes und Söderström im Dezember 1930. Sie bewirtschafteten als neue Lebensgrundlage einen Gutshof in Südschweden. Sie zogen dort neben drei eigenen Kindern auch mehrere Pflegekinder groß. In späteren Jahren verbrachten die Eheleute Stinnes-Söderström stets einen Teil des Jahres in Irmenach.

## Filme
Neben dem Originalfilm, „Im Auto durch zwei Welten“ (Söderström/Stinnes, 1931), gibt es inzwischen einen Dokumentarspielfilm und zwei neuere Dokumentationen. Der 2008/09 entstandene Dokumentarspielfilm Fräulein Stinnes fährt um die Welt mit Sandra Hüller in der Titelrolle erzählt die abenteuerliche Reise von Clärenore Stinnes nach. Regie führte Erica von Moeller, das Drehbuch schrieb Sönke Lars Neuwöhner.
2015 entstand eine 53-minütige Filmdokumentation Mit dem Auto um die Welt – Clärenores Abenteuer von Kirsten Hoehne, Annette Heinrich/Anja Kindler, Annika Seemann und Saskia Weisheit (Produktion Spiegel-TV und WDR). Sie baute vor allem auf der Arbeit von C. Stinnes und Michael Kuball, Die Frau, die um die Welt fuhr, aus den Jahren 1983/1986 auf. Daneben verwendeten sie einige neue Interviews mit Kindern, Nichten und Neffen von Stinnes und die damalige, erst in Europa vertonte, Stummfilmdokumentation Söderströms aus den zwanziger Jahren. Diese Dokumentation betont, dass Stinnes die Anführerin des kleinen Teams war, die die drei Männer und die vielen Helfer auf den Etappen unterwegs unnachgiebig, teilweise bis zur Erschöpfung durch lebensgefährliche Kälte, Hitze und bis dahin unbefahrenes Gelände vorangetrieben hat. Im weiteren Leben hat sie von ihren Leistungen dabei kein Aufhebens gemacht, die mangelnde Medienresonanz allerdings auch dem Geschlechtsaspekt zugeschrieben: dass solche Leistungen zu der Zeit eigentlich nicht von einer Frau erwartet wurden.

## Roman
- Lina Jansen: Fräulein Stinnes und die Reise um die Welt, Roman, Blanvalet, München 2022, ISBN 978-3-7645-0796-1.[7]

## Weitere Quellen
- Archiv der Konrad-Adenauer-Stiftung, Nachlass der Familie Stinnes (darin: unveröffentlichte Lebenserinnerungen von Clärenore Stinnes-Söderström)
- Den Dokumentarspielfilm begleitende Ausstellung mit vielen zeitgenössischen Exponaten und Multimedia (2009, Wiederaufnahme 2015 im Museum im Spital in Grünberg im Landkreis Gießen)[8]
- Fräulein Stinnes gibt Gas – Mit 45 PS von Mülheim um die Welt – leicht gekürzte und dramaturgisch überarbeitete Version oben genannter Filmdokumentation von 2015[9]